# Sonic X-treme
Sonic X-treme — отменённая видеоигра серии Sonic the Hedgehog в жанре платформер, которая должна была выйти на игровую систему Sega Saturn и PC-совместимые компьютеры с системой Windows. Проект разрабатывался американской студией Sega Technical Institute (STI), издавать планировала компания Sega. Sonic X-treme стала первой попыткой перевода серии Sonic the Hedgehog в 3D.
Разработка игры началась в 1994 году после выхода Sonic & Knuckles. Первоначально STI создала две игры с Соником на системе Mega Drive/Genesis и 32X, однако после прекращения поддержки приставки со стороны Sega студия взялась за разработку Sonic X-treme для Sega Saturn и Windows. Компания хотела завершить разработку к зиме 1996 года, но работа затянулась из-за отсутствия единства у команды и ухода из STI ряда важных сотрудников. В конечном итоге Sonic X-treme так и не была издана, а STI была упразднена.

## Игровой процесс

Соник на уровне «Jade Gully». На этом скриншоте показана имитация объектива камеры «рыбий глаз»

По задумке создателей, Sonic X-treme должна была быть полностью выполнена в трёхмерной графике (3D). На момент разработки игры было написано 6-7 различных сценариев от разных авторов, но в итоге был выбран сюжет, предложенный сотрудниками STI Майклом Косакой, Крисом Сенном, Джейсоном Куо и Ричардом Уиллером. Действие отменённой игры происходило в мире ежа Соника. Сюжет был связан с профессором Газебо Бубовски и его дочкой Тиарой, которые являются хранителями шести магических колец. Доктор Роботник похитил Газебо и волшебные кольца. Главный герой игры — ёж Соник — собрался в приключение, чтобы отомстить злодею за кражу, освободить профессора и вернуть кольца законным владельцам.
Несмотря на трёхмерность, цель игры оставалась той же, что и в прошлых частях франшизы: игроку предстояло пройти четыре уровня, называемых зонами («Jade Gully», «Crystal Frost», «Red Sands» и «Galaxy Fortress»), каждая из которых заполнена различными врагами-роботами — бадниками. Персонажи могли свободно перемещаться по зоне, чтобы собирать золотые кольца для получения дополнительных жизней и бегать по стенам с целью поиска скрытых бонусов. Во время прохождения уровня игрок мог бы менять обычный ракурс виртуальной камеры на объектив «рыбий глаз», чтобы осматривать окрестности игровой зоны. После прохождения зоны игрок сражался с боссом — Фэнгом Снайпером и Метал Соником. В Sonic X-treme должны были появится четыре игровых персонажа — среди них был ёж Соник, лис Тейлз, ехидна Наклз и кошка Тиара Бубовски. Каждый герой обладал различными характеристиками. Например, Соник использовал такие способности, как power ball (атака на толпу врагов), super bounce (высокий прыжок с меньшим контролем), ring shield (щит из колец) и sonic boom (щит из колец в сочетании с уничтожением всех врагов на экране).

## Разработка и отмена игры

Скриншот из игры Sonic-16. По словам разработчиков, скорость платформера должна была стать более медленной, чем остальные части франшизы, но этот недостаток компенсировался хорошим сюжетом

После выхода Sonic & Knuckles Sega поручила разработку следующей части в серии студии Sega Technical Institute (STI). С 1994 года по 1997 год STI создала несколько прототипов будущего Sonic X-treme. Первой наработкой стал платформер для Mega Drive/Genesis под кодовым названием Sonic-16, сюжет которой основан на американском мультсериале Sonic the Hedgehog. Игровой процесс должен был стать более медленным, чем остальные части франшизы, но при этом создатели решили компенсировать этот недостаток хорошим сюжетом. Параллельно с Sonic-16, художник Крис Сенн в одиночку создавал проект Sonic Mars (или Sonic 32X) для консоли 32X. Позднее к Сенну присоединилась команда во главе с Майклом Косаком. По задумке команды, в Sonic Mars должна была использоваться изометрическая графика, а её выход был запланирован на 1995 год. Разработка осложнялась из-за разногласий между руководителем Майклом Косаком и дизайнером Дином Лестером. После того, как первый покинул STI, а Крис Сенн стал руководителем игры Sonic Mars, в студии было принято решение начать разработку Sonic X-treme для консоли пятого поколения — Sega Saturn.
Так как большинство игр франшизы до 1998 года были выполнены в виде двухмерных скроллеров, в Sonic X-treme использовалась нетипичная для серии трёхмерная графика; в плане дизайна и геймплея игра также претерпела значительные изменения: по уровням можно было свободно передвигаться, у персонажей появились новые способности, камера могла имитировать фото-технологию объектива «рыбий глаз» и так далее. Для Sonic X-treme художники создали 50 видов врагов-бадников. Со временем команда была разделена на две группы: одна часть во главе с Сенном проектировала уровни на компьютерах с системой Windows, а другая под руководством программиста Кристины Коффин — создавала боссов и занималась портированием работы Сенна на консоль Sega Saturn. Сотрудники работали над платформером по 20 часов в сутки. По плану издательства, релиз игры должен был состояться на рождество 1996 года. Однако график нарушился после приезда в STI главы компании Sega Хаяо Накаямы. Он, взглянув на презентацию проекта, попросил студию полностью переделать игру на движке, который использовался командой Коффин. В это же время программист Офер Алон планировал портировать Sonic X-treme на Windows, но этим планам не суждено было сбыться.
В апреле 1996 года руководитель американского филиала компании Берни Столар задал продюсеру Sonic X-treme Майклу Уоллису вопрос, чем он может помочь STI, чтобы студия смогла выпустить платформер в срок. Последний сообщил, что команда хочет получить доступ к движку игры Nights into Dreams… от Sonic Team. Столар смог приобрести движок, и разработчик начал использовать его в своём проекте. Однако действия руководителя американского подразделения негативно оценил программист и один из создателей Соника Юдзи Нака. Он пригрозил увольнением из Sega, если STI и дальше будет применять движок из Nights… в своих играх. Сенн и Коффин уступили Наке, и те начали готовиться к созданию демоверсии Sonic X-treme (которая уже имела кодовое названием Project Condor) для майской выставки Electronic Entertainment Expo (E3). Спустя несколько месяцев разработки, в августе 1996 года тяжёлой формой пневмонии заболел руководитель игры Крис Сенн. Врачи сообщили дизайнеру, что если он будет продолжать работать в таком темпе, то жить ему останется всего шесть месяцев (прогноз медиков не подтвердился и Сенн остался жив). После потери ключевого члена команды, Уоллис пытался спасти проект, но безуспешно: в 1997 году произошла реорганизация Sega of America, после которой разработка платформера была отменена, а STI подверглась упразднению. Вместо Sonic X-treme, Sega на рождественские праздники 1996 года выпустила портированную с Mega Drive/Genesis на Saturn версию Sonic 3D с улучшенной графикой, новой музыкой и особыми этапами. Помимо порта, Sonic Team приступила к разработке Sonic Adventure, которая и стала новой 3D-игрой с участием Соника.
В течение многих лет (с 1997 года по 2006 год), информации по Sonic X-treme было опубликовано мало, и она была известна только со статей газет или журналов, которые описывали игру до её отмены. В 2006 году на продажу был выставлен прототип движка платформера. Приобрёл движок анонимный коллекционер, но потом его выкупили фанаты серии. Примерно в это же время Крис Сенн начал опубликовывать на своём официальном сайте информацию и материалы, связанные с Sonic X-treme. Кроме этого, дизайнер предпринял попытку выпустить Sonic X-treme в качестве фан-игры под названием Project S, но в январе 2010 года он сообщил о прекращении разработки. Через пять лет после отмены Project S, пользователи сайта Sonic Retro сообщили о получении ими исходного кода отменённого платформера и начали дорабатывать его. В том же году фанаты выкладывали в Интернет демоверсии переделанной игры.

## Оценки и мнения

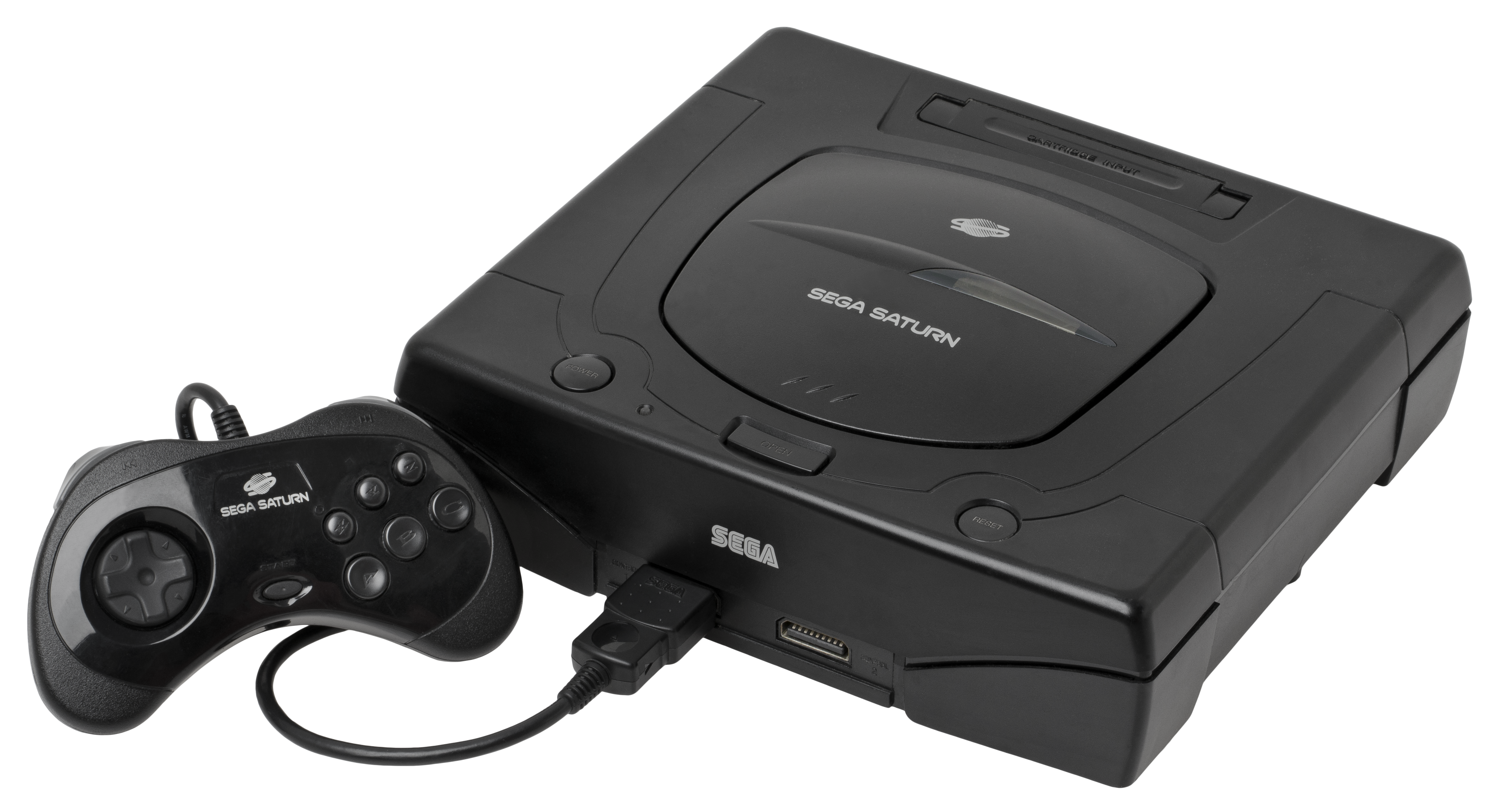
Из-за отмены Sonic X-treme, на Sega Saturn (на илл.) не было выпущено ни одной эксклюзивной игры серии Sonic the Hedgehog

По мнению критиков, фиаско с Sonic X-treme заставило издательство принять решение не поддерживать консоль Sega Saturn и начать создавать новую игровую приставку следующего поколения, позже получившую имя Dreamcast. В 1996 году многие фанаты ждали новую игру о Сонике, которая будет выполнена в трёхмерной графике, но этим планам не суждено было сбыться. На Sega Saturn не было выпущено эксклюзивной игры серии, данная приставка получила лишь вышеупомянутый порт с Mega Drive/Genesis платформера Sonic 3D, сборник старых игр серии Sonic Jam и автосимулятор Sonic R. По мнению продюсера Майкла Уоллиса, Sonic X-treme смогла бы ненадолго продлить «жизнь» консоли Sega Saturn, но конкурировать с PlayStation и её простыми аппаратными характеристиками приставка попросту не могла.
Степ Вуд из сайта Ruhanirabin.com заявил, что из-за внутренней политики компании Sega, STI оказалась брошенной на произвол судьбы. «Sonic X-treme должна была выйти», — отмечал критик. Представитель интернет-портала Nintendo Life Джеймс Ньютон в своей статье похвалил Криса Сенна за публикацию материалов, связанных с игрой. Журналист сайта Lost Levels Джонатан Аллен описал процесс разработки платформера следующим образом: «…[Разработка игры] оставила [у работников STI] следы оборванной карьеры, утраченных обещаний, и даже физических заболеваний». Нечто похожее писал рецензент IGN Трэвис Фан. По его словам, Sonic X-treme была не игрой, а идеей, пустым сосудом для амбиций Sega и надежд её поклонников. Обозреватели из сайтов Destructoid и GamesRadar, размышлявшие о создании платформера, отмечали, что стиль и геймплей игры похож на Super Mario Galaxy. В 2013 году Аарон Уэббер, менеджер американского подразделения Sega, заявил о большой роли отменённого проекта в создании Sonic Lost World. Однако эту информацию позднее опроверг глава Sonic Team Такаси Иидзука.